# Tractat de Simulambuco
El Tractat de Simulambuco va ser signat el 1885 per representants del regne de Portugal i del Regne de N'Goyo. L'acord va ser aconseguit i signat en resposta a la Conferència de Berlín d'aquest mateix any, en la qual les potències colonials europees es van repartir Àfrica. Portugal, que ja posseïa nombrosos territoris costaners a Àfrica des del segle xiv, va començar a colonitzar cap a l'interior del continent. A diferència dels enfrontaments bèl·lics entre els portuguesos i les tribus natives a Moçambic, la conquesta de Cabinda va ser pacífica.
El tractat de Simulambuco va donar a Cabinda l'estatus de protectorat de la Corona de Portugal sota la petició dels prínceps i governants de Cabinda. El primer article del tractat diu: «Els prínceps i caps, i els seus successors, declaren voluntàriament el seu reconeixement de la sobirania portuguesa, posant sota el seu protectorat a aquesta nació i a tots els territoris que governa». L'article tercer, que és usat sovint pels partidaris de la separació d'Angola, va més enllà: «Portugal està obligat a mantenir la integritat dels territoris posats sota la seva protecció». En realitat, es refereix al fet que el tractat va ser signat pels emissaris de la Corona de Portugal i els prínceps i caps de Cabinda, que no va conduir a un sinó a tres protectorats: Kakongo, Loango i Ngoyo.
Cabinda va ser incorporada a l'Imperi Portuguès quan el rei dels belgues, Leopold II va demanar a Portugal un accés a l'oceà Atlàntic pel seu Estat Lliure del Congo, Portugal va cedir un tros del nord d'Angola, i des de llavors Angola i Cabinda no són frontereres. El 2005, les autoritats locals de Cabinda van celebrar provocativament el 120è aniversari d'aquest acord, la qual cosa que va provocar les ires del govern d'Angola, que per aquest tractat va perdre les seves prerrogatives de sobirania sobre Cabinda.